# Mario Broglia
Mario Broglia, conte di Casalborgone (Chieri, 28 agosto 1796 – Torino, 30 aprile 1857), è stato un nobile, militare e politico italiano.

## Biografia
Figlio del conte Giuseppe Broglia della famiglia dei Broglia di Chieri e della nobildonna Vittoria Valperga di Cuorgnè, iniziò la propria carriera militare quando l'esercito piemontese era ancora sottoposto all'amministrazione francese, venendo nominato Sottotenente nel 1814 e Luogotenente nel 1815. Con la restaurazione sabauda, egli venne nominato Capitano il 15 agosto 1820 per poi passare al grado di Maggiore il 2 febbraio 1829. Dal 4 ottobre 1831 venne nominato Luogotenente Colonnello e poi Colonnello dal 1836.
Passato al grado di Maggiore Generale l'8 aprile 1843, venne destinato dal 1847 alla segreteria di stato per la guerra e la marina, rimanendo in carica sino al 1848 per poi partecipare alla Prima guerra d'indipendenza italiana. Nominato Luogotenente Generale d'Armata il 23 maggio 1849, nel 1849 divenne membro del Congresso consultivo permanente di guerra e poi Ispettore generale dell'esercito piemontese, competenza che lo ammise dal 1850 a far parte del consiglio dell'Ordine Militare di Savoia di cui divenne Grand'Ufficiale nel 1856. A livello sociale, divenne direttore dell'interno dell'Opera pia e ospedale San Luigi Gonzaga di Torino.
Nella vita privata sposò Eufrosina Lodi Ceveris di Burolo, dalla quale ebbe i seguenti figli: Maria Teresa, Carlo Felice, Leone Gaetano, Clotilde Sofia Giulia, Emilio, Alessandro e Alfredo.
Morì a Torino nel 1857.